# Citharichthys stigmaeus
Citharichthys stigmaeus es una especie de pez del género Citharichthys, familia Paralichthyidae. Fue descrita científicamente por Jordan & Gilbert en 1882.
Se distribuye por el Pacífico Oriental: isla Montague, Alaska hasta bahía Magdalena, sur de Baja California, México. La longitud total (TL) es de 17 centímetros. Habita en fondos arenosos. Puede alcanzar los 549 metros de profundidad.
Está clasificada como una especie marina inofensiva para el ser humano.